# 仙人渡站
仙人渡站是一个汉丹线上的铁路车站，位于湖北省老河口市仙人渡镇，建于1962年，目前为四等站，邮政编码为441803。目前客运：办理旅客乘降；不办理行李、包裹托运；货运：办理整车货物发到。
1. ↑  铁道部电子计算技术中心, 铁道部运输局. . 北京: 中国铁道出版社. 1998: 58. ISBN 9787113030995.